# Ragnar Andersson
Ragnar Andersson, född 19 oktober 1911, död 30 januari 1984 i Edane, var en svensk keramiker. Han var son till keramikern Martin Andersson.
Andersson började hjälpa sin far i keramikverkstaden 1924, först som allt i allo och med enklare keramikarbeten senare med mer avancerade arbeten. Han jobbade i verkstaden fram till 1939 då han slutar på grund av att han tycker att arbetet blivit tråkigt och inte gav någon större avkastning. Han lyckades få anställning på  Arvikaverken där han jobbade fram till andra världskrigets slut. Han återvände då till sin fars keramikverkstad. Samma år köper han en fastighet i Ålgården, där han bygger en ny verkstad som sedan delas mellan far och son. 1957 bygger han en ny verkstad i Edane där far och son  arbetar fram till 1963. Efter att fadern avlidit arbetar han ensam fram till början av 1970-talet då verkstaden läggs ner.    
Andersson var medlem i Arvika Konsthantverk.